# Ilse Broeders
Ilse Maria Broeders (Loon op Zand, 4 de julio de 1977) es una deportista neerlandesa que compitió en bobsleigh. Ganó una medalla de bronce en el Campeonato Europeo de Bobsleigh de 2005, en la prueba doble.

## Palmarés internacional
| Campeonato Europeo | Campeonato Europeo   | Campeonato Europeo | Campeonato Europeo |
| Año                | Lugar                | Medalla            | Prueba             |
| ------------------ | -------------------- | ------------------ | ------------------ |
| 2005               | Altenberg (Alemania) | Medalla de bronce  | Doble              |